# جولیان (روستا)
جولیان (به ترکی آذربایجانی: Cülyan) یک منطقهٔ مسکونی در جمهوری آذربایجان است که در شهرستان اسماعیللی واقع شده‌است. جولیان ۱٬۲۶۲ نفر جمعیت دارد.